# Stevenson (Familienname)
Stevenson ist als Variante von Stephenson ein englischer Familienname.

## Namensträger

### A
- Adlai Ewing Stevenson senior (1835–1914), US-amerikanischer Politiker
- Adlai Ewing Stevenson junior (1900–1965), US-amerikanischer Politiker und Diplomat
- Adlai Ewing Stevenson III (1930–2021), US-amerikanischer Politiker (Illinois)
- Adonis Stevenson (* 1977), kanadischer Profiboxer
- Agnes Stevenson (1873–1935), britische Schachspielerin
- Al Stevenson (1932–2006), US-amerikanischer Schauspieler
- Alan Stevenson (Ingenieur, 1807) (1807–1865),  schottischer Ingenieur und Leuchtturmbauer
- Alan Stevenson (Ingenieur, 1891) (1891–1971), schottischer Ingenieur und Leuchtturmbauer
- Alan Stevenson (Fußballspieler) (* 1950),  englischer Fußballspieler
- Alexandra Stevenson (* 1980), US-amerikanische Tennisspielerin
- Alfred R. Stevenson (* 1973), österreichischer Komponist und Dirigent
- Andrew Stevenson (Politiker) (1784–1857), US-amerikanischer Politiker
- Andrew Stevenson (Rugbyspieler) (1897–1968), schottischer Rugby-Union-Spieler
- Andrew Stevenson (Ruderer) (* 1957), neuseeländischer Ruderer
- Andrew Stevenson (Baseballspieler) (* 1994), US-amerikanischer Baseballspieler
- Anne Stevenson (1933–2020), amerikanisch-britische Autorin
- Arkasha Stevenson, US-amerikanische Regisseurin und Drehbuchautorin

### B
- Betsey Stevenson (* um 1971), US-amerikanische Ökonomin
- Bill Stevenson (John William Stevenson; * 1963), US-amerikanischer Musiker
- Bryan Stevenson (* 1959), US-amerikanischer Jurist und Gründer der Equal Justice Initiative
- Byron Stevenson (1956–2007), walisischer Fußballspieler

### C
- Casper Stevenson (* 2003), britischer Autorennfahrer
- Charles Alexander Stevenson (1855–1950), schottischer Ingenieur und Leuchtturm-Konstrukteur
- Charles C. Stevenson (1826–1890), US-amerikanischer Politiker (Nevada)
- Charles L. Stevenson (1908–1979), US-amerikanischer Philosoph
- Christofer Stevenson (* 1982), schwedischer Radrennfahrer
- Chuck Stevenson (1919–1995), US-amerikanischer Autorennfahrer
- Clayton Stevenson (* 1967), australischer Radrennfahrer
- Cody Stevenson (* 1980), australischer Straßenradrennfahrer
- Coke R. Stevenson (1888–1975), US-amerikanischer Politiker
- Colby Stevenson (* 1997), US-amerikanischer Freestyle-Skier
- Cynthia Stevenson (* 1962), US-amerikanische Schauspielerin

### D
- Dave Stevenson (* 1941), britischer Stabhochspringer
- David Stevenson (Ingenieur) (1815–1886), schottischer Ingenieur und Leuchtturmbauer
- David Stevenson (Leichtathlet) (* 1941), britischer Stabhochspringer
- David Stevenson (Historiker) (* 1954), britischer Historiker
- David Stevenson (Tennisspieler) (* 1999), britischer Tennisspieler
- David Alan Stevenson (1854–1938), schottischer Ingenieur und Leuchtturmbauer
- David J. Stevenson (* 1948), neuseeländischer Planetologe
- Dennis Stevenson, Baron Stevenson of Coddenham (* 1945), britischer Politiker, der als Crossbencher im House of Lords sitzt
- DeShawn Stevenson (* 1981), US-amerikanischer Basketballspieler
- Dominique Stevenson (* 1977), US-amerikanischer American-Football-Spieler  <! http://www.nfl.com/player/dominiquestevenson/2505217/profile -->
- Doris Stevenson, US-amerikanische Pianistin

### E
- Edward Stevenson (Kostümbildner) (1906–1968), US-amerikanischer Kostümbildner
- Edward Stevenson (Mormonenführer) (1820–1897), Mormonemissionar und Führungskraft der Kirche
- Edward A. Stevenson (1831–1895), US-amerikanischer Politiker, Gouverneur des Idaho-Territoriums
- Elijah Stevenson (* 1998), US-amerikanischer Schauspieler

### F
- Fanny Stevenson (1840–1914), US-amerikanische Künstlerin
- Flora Stevenson (1839–1905), schottische Sozialreformerin

### G
- Garth Stevenson (* 1982), kanadischer Jazzmusiker und Filmkomponist
- Grant Stevenson (* 1981), kanadischer Eishockeyspieler
- Greg Stevenson (* 1978), US-amerikanisch-südkoreanischer Basketballspieler
- Greta Stevenson (1911–1990), neuseeländische Botanikerin, Mykologin und Bergsteigerin
- Guy Stevenson, US-amerikanischer Schauspieler und Drehbuchautor

### H
- Hannah Stevenson (* 1993), britische Skeletonpilotin
- Houseley Stevenson junior (1914–1997), US-amerikanischer Schauspieler und Filmeditor
- Hugh Stevenson (Ruderer) (* 1948), US-amerikanischer Ruderer
- Hugh Stevenson (Fußballspieler) (* 1964), schottischer Fußballspieler

### I
- Ian Stevenson (1918–2007), US-amerikanischer Parapsychologe

### J
- James Stevenson (Forschungsreisender) (1840–1888), amerikanischer Forschungsreisender, Generaldirektor der Hayden-Expedition
- James Stevenson, 1. Baron Stevenson (1873–1926), britischer Geschäftsmann
- James Stevenson (Rugbyspieler) (1928–2020), irischer Rugby-Union-Spieler
- James Stevenson (Illustrator) (1929–2017), US-amerikanischer Illustrator und Autor
- James Stevenson (General), britischer Brigadegeneral
- James Stevenson (Schauspieler) (* 1981), Schauspieler
- James Stevenson-Hamilton (1867–1957), südafrikanischer Naturschützer
- James Alexander Stevenson (1881–1937), britischer Bildhauer und Medailleur
- James Cochran Stevenson (1825–1905), britischer Politiker
- James S. Stevenson (1780–1831), US-amerikanischer Politiker
- Jamie Stevenson (* 1975), britischer Orientierungsläufer
- Jennie Stevenson (1879–nach 1896), US-amerikanischer Outlaw, siehe Little Britches
- Jeremy Stevenson (Eishockeyspieler) (* 1974), US-amerikanischer Eishockeyspieler
- Jeremy Stevenson (Ruderer) (* 1986), australischer Ruderer
- Jim Stevenson (Fußballspieler, 1872) (James Stevenson; 1872–1925), schottischer Fußballspieler
- Jim Stevenson (Fußballspieler, 1881) (James Stevenson; 1881–1946), schottischer Fußballspieler
- Jim Stevenson (Snookerspieler), nordirischer Snookerspieler
- Jim Stevenson (Fußballspieler, 1992) (James Adam Stevenson; * 1992), englischer Fußballspieler
- Jimmy Stevenson (Fußballspieler, 1877) (James Stevenson; 1877–1916), schottischer Fußballspieler
- Jimmy Stevenson (Fußballspieler, 1903) (James Tervit Stevenson; 1903–1973), schottischer Fußballspieler
- Jimmy Stevenson (Fußballspieler, 1946) (James Stevenson; 1946–2021), schottischer Fußballspieler
- Job Evans Stevenson (1832–1922), US-amerikanischer Politiker
- John Stevenson (Fußballspieler, 1862) (1862–??), schottischer Fußballspieler
- John Stevenson (Fußballspieler, 1898) (1898–1979), englischer Fußballspieler
- John Stevenson (Schriftsteller) (1930–2017), US-amerikanischer Schriftsteller
- John Stevenson (Regisseur) (* 1958), britischer Regisseur und Animator
- John James Stevenson (Architekt) (J. J. Stevenson; 1831–1908), britischer Architekt
- John James Stevenson (Geologe) (1841–1924), US-amerikanischer Geologe
- John Reese Stevenson (1921–1997), US-amerikanischer Jurist
- John W. Stevenson (1812–1886), US-amerikanischer Politiker (Kentucky)
- Juliet Stevenson (* 1956), britische Filmschauspielerin

### K
- Kelsey Stevenson (* 1990), kanadischer Tennisspieler
- Kenneth Stevenson (1949–2011), britischer anglikanischer Geistlicher, Bischof von Portsmouth
- Kevin Stevenson (* 1967), US-amerikanischer Basketballspieler

### L
- Letitia Stevenson (1843–1913), Ehefrau von Adlai E. Stevenson, Second Lady der Vereinigten Staaten
- Lewis Stevenson (* 1988), schottischer Fußballspieler
- Louisa Stevenson (1835–1908), schottisch-britische Sozialreformerin

### M
- Malcolm Stevenson (1878–1927), britischer Kolonialverwalter
- Margot Stevenson (1912–2011), US-amerikanische Schauspielerin
- Matilda Coxe Stevenson (1849–1915), US-amerikanische Wissenschaftlerin
- McLean Stevenson (1927–1996), US-amerikanischer Schauspieler
- Michael Stevenson (Künstler) (* 1964), neuseeländischer Künstler und Hochschullehrer
- Michael Stevenson (Radsportler) (* 1984), schwedischer Radrennfahrer
- Michael A. Stevenson, US-amerikanischer Filmeditor

### N
- Nancy Stevenson (1928–2001), US-amerikanische Politikerin
- ND Stevenson (* 1991; Noelle Stevenson), US-amerikanische Comiczeichnerin
- Nicole Stevenson (* 1973), kanadische Langstreckenläuferin
- Nicole Livingstone-Stevenson (* 1971), australische Schwimmerin, siehe Nicole Livingstone
- Norris Stevenson (1939–2012), US-amerikanischer American-Football-Spieler

### P
- Parker Stevenson (* 1952), US-amerikanischer Schauspieler
- Paul Stevenson (* 1966), australischer Badmintonspieler
- Philip Stevenson (1896–1965),  US-amerikanischer Dramatiker, Schriftsteller und Drehbuchautor

### R
- Ray Stevenson (1964–2023), britischer Schauspieler
- Rhamondre Stevenson (* 1998), US-amerikanischer American-Football-Spieler
- Robert Stevenson (Ingenieur) (1772–1850), britischer Ingenieur und Leuchtturmbauer
- Robert Stevenson (Fußballspieler) (1869–??), schottischer Fußballspieler
- Robert Stevenson (Regisseur) (1905–1986), britischer Regisseur
- Robert Stevenson (Komponist) (1916–2012), US-amerikanischer Komponist und Musikwissenschaftler
- Robert Stevenson (Snookerspieler), schottischer Snookerspieler
- Robert Everett Stevenson (1921–2001), US-amerikanischer Ozeonograph
- Robert Louis Stevenson (1850–1894), britischer Schriftsteller
- Ronald Stevenson (1928–2015), schottischer Komponist
- Rudy Stevenson (1929–2010), US-amerikanischer Gitarrist, Flötist, Musikproduzent und Komponist

### S
- Sara Yorke Stevenson (1847–1921), US-amerikanische Ägyptologin
- Sarah Stevenson (* 1983), britische Taekwondoin
- Sarah Hackett Stevenson (1841–1909), amerikanische Ärztin und Hochschullehrerin
- Scott Stevenson, US-amerikanischer Filmeditor
- Shakur Stevenson (* 1997), US-amerikanischer Amateurboxer
- Simon Stevenson (* 1972), englischer Dartspieler
- Stewart Stevenson (* 1946), schottischer Politiker
- Struan Stevenson (* 1948), schottischer Politiker (Conservative Party)
- Sultan Stevenson (* ≈2000), britischer Jazzmusiker

### T
- Teófilo Stevenson (1952–2012), kubanischer Boxer
- Theo Stevenson (* 1998), britischer Schauspieler
- Thomas Stevenson (1818–1887), britischer Ingenieur und Leuchtturmbauer
- Toby Stevenson (Stabhochspringer) (* 1976), US-amerikanischer Leichtathlet
- Toby Stevenson (Fußballspieler) (* 1999), englischer Fußballspieler
- Turner Stevenson (* 1972), kanadischer Eishockeyspieler und -trainer

### V
- Venetia Stevenson (1938–2022), britisch-amerikanische Schauspielerin

### W
- Wayne Stevenson (* 1949), US-amerikanischer Musiker
- Wilf Stevenson, Baron Stevenson of Balmacara (* 1947), britischer Politiker (Labour Party)
- William Stevenson (Leichtathlet) (1900–1985), US-amerikanischer Leichtathlet
- William Stevenson (Kanute) (* 1923), kanadischer Kanusportler
- William Stevenson (Autor) (1924–2013), kanadischer Autor und Journalist britischer Herkunft
- William Stevenson (Richter) (1934–2021), kanadischer Richter
- William Stevenson (Songwriter) (* 1937), US-amerikanischer Songwriter und Musikproduzent
- William Bennet Stevenson (* um 1787; † nach 1830), britischer Entdecker
- William E. Stevenson (1820–1883), US-amerikanischer Politiker
- William F. Stevenson (1861–1942), US-amerikanischer Politiker
- William H. Stevenson (1891–1978), US-amerikanischer Politiker
- William Stevenson Meyer (1860–1922), indischer Politiker und Diplomat
- Willie Stevenson (1939–2025), schottischer Fußballspieler

### Z
- Zoe Stevenson (* 1991), neuseeländische Ruderin